# سعد عبد الرحمن
سعد عبد الرحمن مواليد 2 مايو 1985 في قطر، هو لاعب كرة سلة قطري. يلعب مع نادي السد في الدوري القطري لكرة السلة كلاعب هجوم خلفي. يبلغ طوله 6 قدم 4 بوصة (1.9 م). حقق المركز الثاني في دورة الألعاب الآسيوية 2006.

## الميداليات
| الميدالية | المسابقة                   |
| --------- | -------------------------- |
| فضية      | دورة الألعاب الآسيوية 2006 |

## روابط خارجية
- سعد عبد الرحمن على موقع الاتحاد الدولي لكرة السلة (الإنجليزية)
- سعد عبد الرحمن على موقع الاتحاد الدولي لكرة السلة (الإنجليزية)
- سعد عبد الرحمن على موقع الاتحاد الدولي لكرة السلة (الإنجليزية)
- سعد عبد الرحمن على موقع كرة السلة الأوروبية.كوم (الإنجليزية)
- سعد عبد الرحمن على موقع ريلجم (الإنجليزية)
- سعد عبد الرحمن على موقع بروبوليرز (الإنجليزية)